# سید مارتینس
سید مارتینس (اسپانیایی: Saíd Martínez‎؛ زادهٔ ۷ اوت ۱۹۹۱) داور فوتبال اهل هندوراس است. وی از سال ۲۰۱۷ در مسابقات بین‌المللی قضاوت میکند.